# Ilias Kotsios
Ilias Kotsios (griechisch Ηλίας Κώτσιος, * 25. April 1977 in Larisa) ist ein griechischer Fußballspieler.
Ilias Kotsios begann seine Karriere in seiner Geburtsstadt Larisa beim Amateurverein Iraklis Larisa. 1997 wechselte er nach Iraklio zu OFI Kreta. Bei OFI schaffte Kotsios nach relativ kurzer Zeit den Sprung in die Stammformation und kam für seine Mannschaft auf insgesamt 116 Einsätze und zehn Tore. Sein Debüt in der ersten griechischen Liga gab er dabei bei der Begegnung bei Skoda Xanthi am 31. August 1997 (1:2). Im Januar 2004 wechselte Kotsios zu Panathinaikos Athen, wo er im selben Jahr die Griechische Meisterschaft sowie den Griechischen Pokal gewinnen konnte. Im Juni 2007 wechselte er zu AE Larisa, wo er einen Dreijahresvertrag unterzeichnete.
Ilias Kotsios ist ein Innenverteidiger, der allerdings auch auf der Position des linken Verteidigers sowie im defensiven Mittelfeld eingesetzt werden kann.

## Karriere
| Zeitraum  | Verein              |
| --------- | ------------------- |
| bis 1997  | Iraklis Larisa      |
| 1997–2004 | OFI Kreta           |
| 2004–2007 | Panathinaikos Athen |
| 2007–2009 | AE Larisa           |
| seit 2009 | PAS Ioannina        |

## Erfolge
- Griechischer Meister: 2004
- Griechischer Pokalsieger: 2004

| Personendaten    | Personendaten               |
| ---------------- | --------------------------- |
| NAME             | Kotsios, Ilias              |
| ALTERNATIVNAMEN  | Κώτσιος, Ηλίας (griechisch) |
| KURZBESCHREIBUNG | griechischer Fußballspieler |
| GEBURTSDATUM     | 25. April 1977              |
| GEBURTSORT       | Larisa, Griechenland        |